# GRPC
gRPC (gRPC Remote Procedure Calls) は、オープンソースのリモートプロシージャコール (RPC) システムである。当初はGoogleによって、RPC基盤であるStubbyの次世代版として2015年に開発された。
gRPCは、HTTP/2をトランスポートとして利用し、Protocol Buffersをインタフェース記述言語およびデータエンコーディングとして利用する。提供する機能としては、認証、双方向のストリーミングとフロー制御、同期および非同期のバインディング、キャンセルとタイムアウトの対応などがある。多くの言語において、クロスプラットフォームなクライアントおよびサーバーのバインディングを生成できる。
gRPCの最も一般的な利用シナリオとしては、マイクロサービス型のアーキテクチャーにおけるサービス間の接続や、モバイルデバイスのクライアントとバックエンドサービスとの接続などが挙げられる。
なおgRPCはHTTP/2を高度に利用するため、gRPCクライアントをWebブラウザ上に直接実装することは不可能であり、他の方法で通信するためのプロキシが必要になる。grpc-webはこれを補助するためのソフトウェアであり、デフォルトのプロキシとしてenvoyを使用する。

## gRPCを利用するプロジェクトと企業
u-bmcとFalcoのように、
多くの組織がgRPCを利用している。
2019年1月8日にDropboxは、次世代の「Courier」と呼ばれるSOAアーキテクチャーの核となる次世代のRPCフレームワークを発表した。CourierはgRPCベースで、既存の独自のRPCフレームワークと親和性が高いとされた。